# Astroblepus latidens
Astroblepus latidens är en fiskart som beskrevs av Eigenmann, 1918. Astroblepus latidens ingår i släktet Astroblepus och familjen Astroblepidae. Inga underarter finns listade.